# Nymphon rottnesti
Nymphon rottnesti är en havsspindelart som beskrevs av Child, C.A. 1975. Nymphon rottnesti ingår i släktet Nymphon och familjen Nymphonidae. Inga underarter finns listade i Catalogue of Life.